# 夢見るように愛したい
「夢見るように愛したい」（ゆめみるようにあいしたい）は、1989年6月7日にリリースされた益田（岩崎）宏美の46枚目のシングル。

## 解説
- 1988年に結婚し、益田宏美となってから初めてのシングルであった。この作品以降は一時活動を休止し、離婚した1995年になって本格的に活動を再開した。
- アナログ盤とシングルCDがリリースされたが、アナログ盤のリリースはこの作品が最後となった。
- バヤリース100・イメージソング[1]

## 収録曲
- 両楽曲共に、作曲：林哲司／編曲：大村雅朗

1. 夢見るように愛したい
作詞：売野雅勇
2. A PEACE OF MIND（夢見るように愛したい〜English Version〜）
英詞：R.Wright